# Gustave Colin
Gustave-Henri Colin (* 11. Juli 1828 in Arras; † 28. Dezember 1910 in Paris) war ein französischer Maler des Impressionismus.

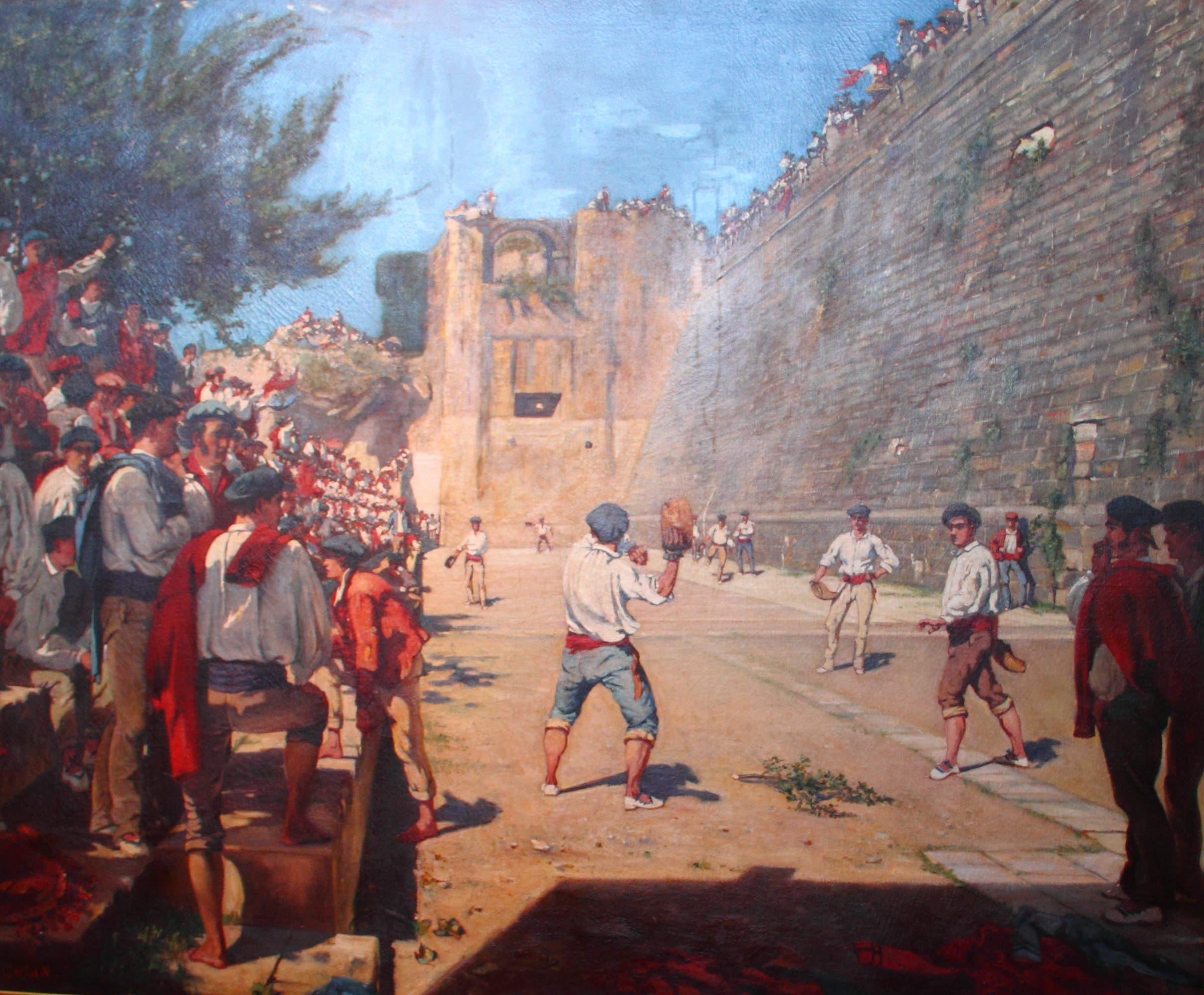
Gemälde (1863) von G. Colin: Pelotaspiel vor den Stadtmauern von Fontarabie

## Leben
Gustave-Henri Colin erhielt ab 1847 seine künstlerische Ausbildung zunächst in Arras bei Constant Dutilleux und setzte sie anschließend in Paris bei Ary Scheffer und Thomas Couture fort. Er entwickelte eine enge künstlerische Beziehung zu Jean-Baptiste-Camille Corot. 1857 debütierte er im Pariser Salon mit dem Bild „Porträt einer Großmutter“. Ab 1858 ließ er sich in Ciboure nieder und richtete dort ein Atelier ein. 1862 zog er nach Saint-Jean-de-Luz, wo er Kontakte zu Autoren wie Émile Zola sowie zu Malern wie James McNeill Whistler knüpfte. 1863 nahm er am Salon des Refusés teil. 1874 war er auf der ersten Impressionisten-Ausstellung vertreten. Im Laufe seines Schaffens erhielt er zahlreiche Auszeichnungen: eine Ehrenmedaille im Jahr 1880, Silber bei der Weltausstellung im Jahr 1889, Gold im Jahr 1900; 1907 wurde er zudem zum Offizier der Ehrenlegion ernannt. Gustave Colin verstarb am 28. Dezember 1910 in Paris.

## Werk

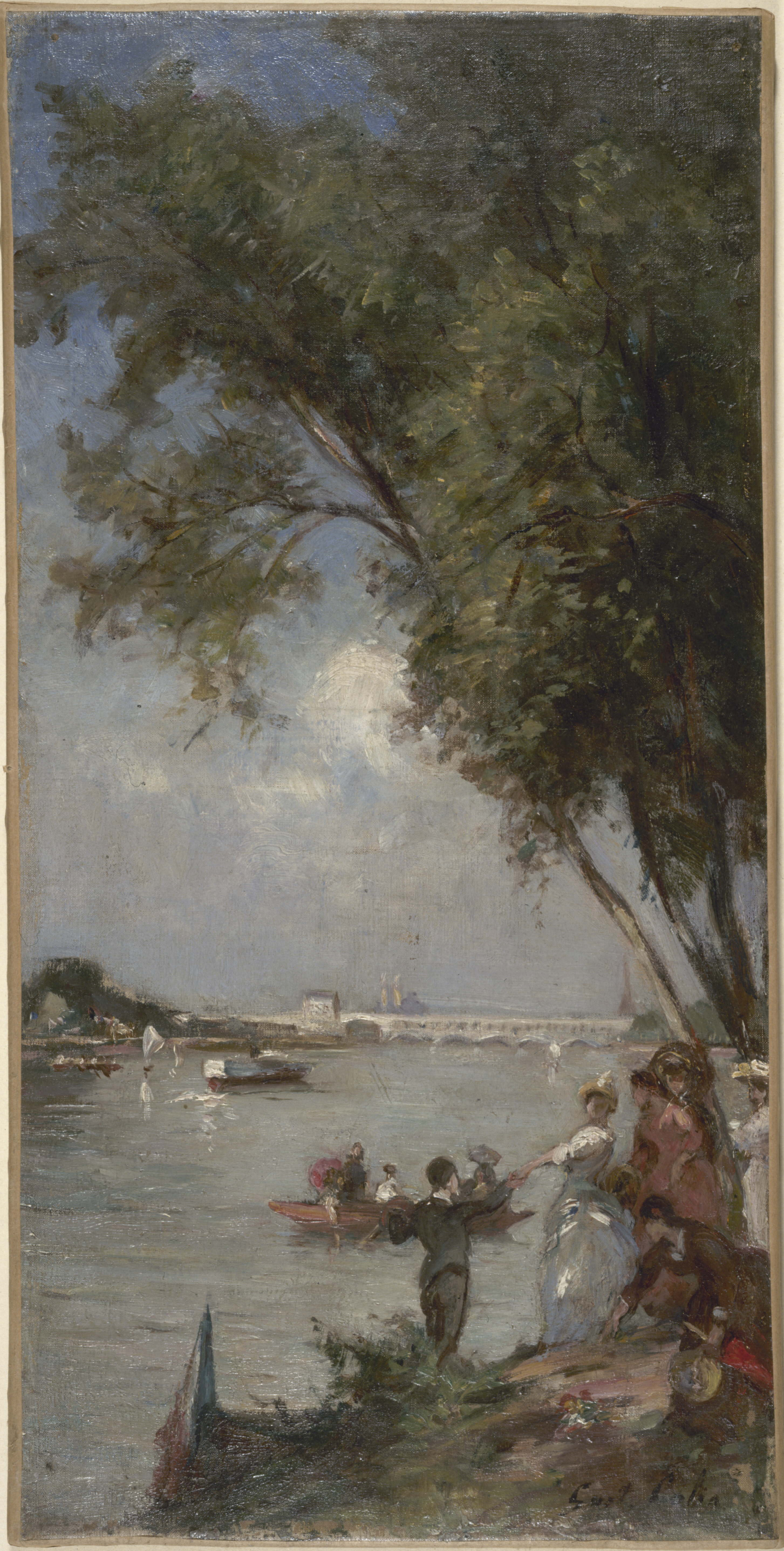
Gustave-Henri Colin: Esquisse pour le salon des Arts de l'Hôtel de Ville de Paris, La Seine au Bas-Meudon (Skizze für die Kunstausstellung im Pariser Rathaus, Die Seine in Bas-Meudon) etwa 1889. Musée des Beaux-Arts de la ville de Paris

Gustave-Henri Colin widmete sich sowohl der Landschafts- als auch der Figuren- und Genremalerei. Sein Stil wurde insbesondere durch die Schule von Barbizon sowie durch Jean-Baptiste-Camille Corot geprägt, was sich in seinem sanften Licht und seinem naturalistischen Detailreichtum zeigt. Colin malte zahlreiche Motive aus dem baskisch-spanischen Grenzgebiet, darunter Szenen des Pelota-Spiels und des Stierkampfs sowie idyllische Küstenlandschaften und Porträts. Er malte sowohl en plein air als auch im Atelier und hielt dabei die Atmosphäre der Küstenregion und das bäuerliche Landleben fest. Er zeigte fünf Werke auf der ersten Impressionisten-Ausstellung im Jahr 1874, stellte aber weiterhin im Salon aus. Seine Werke wurden international gesammelt und befinden sich in Museen wie dem Musée d’Orsay („La Femme de l’artiste“, „Paysage basque“), dem Musée Basque („Partie de pelote sous les remparts de Fontarrabie“) sowie in Arras, Lille, Marseille, Reims, Pau.